# トヨ
トヨとは、大型カメラメーカーの酒井特殊カメラ製作所（2002年11月以降有限会社サカイマシンツール）が、製造していた大型カメラの商品名。同社があり、製品の製造を行っている大阪府豊中市の「豊」が名前の由来となっている。

## 略歴
酒井特殊カメラ製作所の前身は先代の酒井勇次郎が、朝日新聞大阪本社の印刷技術部を退社後1946年に設立した「酒井カメラ修理工作所」である。同社で1959年に「トヨビュー4×5」を第一号機として製造。1961年「トヨビューデラックス4×5」の発売と同時に法人名を「酒井特殊カメラ製作所」と改称した。その後、酒井特殊カメラ製作所の事業を引き継ぎ、社員が2002年に「有限会社サカイマシンツール」設立した。同社は「トヨ」の商品名でそのペットマークとして「4×5in判以上のトヨビュー」を主としてその商品名に使用して現在に至っている。「トヨ・ビュー」や「トヨ・フィールド」が代表商品だ。
なお、2025年1月31日が最終営業日となり、廃業した。トヨ・ビューシリーズのカメラは、海外含めて約1万台近い販売実績を誇った。

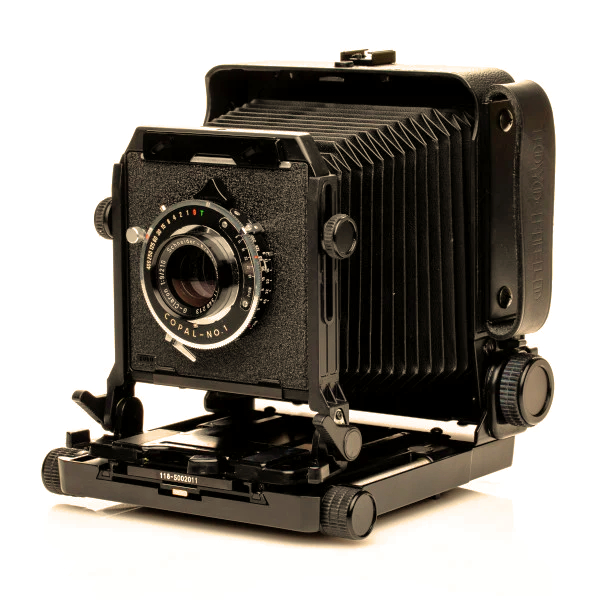
Toyo Field 45

## 製品

### カメラ
主としてフィールドタイプの大判カメラを製造しており、スタジオ用のビューカメラも人気がある。国内では「45Mビューカメラ」がベストセラーで、1ロット300台、30数ロットを製造販売した。現在も数多くのカメラを販売している。以下の通り

#### ビューカメラ
4×5
- トヨビュー4×5（1959年）
- トヨビューデラックス4×5（1961年）
- トヨビューD45M（1969年）
- TOYO VIEW 45G - モスグリーンタイプ
- TOYO VIEW 45GB - ブラックタイプ
- TOYO VIEW 45GⅡ
- TOYO VIEW 45GX
- TOYO VX125 - モスグリーンタイプ
- TOYO VX125B - ブラックタイプ
- TOYO VX125RⅡ - 無限延長タイプを延長可能タイプに変更

5×7
- トヨビュー5×7（1960年）
- トヨビューデラックス5×7（1962年）
- トヨビューD57M（1972年）

6×8
- トヨビュー68（1968年、6 1/2×8 1/2）

8×10
- トヨビュー8×10（1961年）
- TOYO VIEW 810G（８×１０)
- TOYO VIEW 810GⅡ（８×１０)

#### フィールドカメラ
4×5
- トヨフィールド（1963年、4 3/4×6 1/2）
- トヨフィールド45A - 「トヨフィールド」の後継機種
- トヨグラフレックス（1976年） - 当時のシンガー・グラフレックスから知的所有権の譲渡を受け製造されたスーパースピードグラフィックの日本版。
- TOYO FIELD 45AⅡ - 「トヨフィールド45A」の後継機種
- TOYO FIELD 45AⅡL - 「TOYO FIELD 45AⅡ」のリンホフボード仕様

8×10
- TOYO FIELD 810M（８×１０)
- TOYO FIELD 810MⅡ（８×１０)

#### デジタルバックカメラ
4×5
- SMT PRO M24

### 工作機械
同社はカメラ以外に、卓上で使う小型の旋盤、フライス盤を製造している。近年はCNC旋盤も手がけるようになった。
- 卓上旋盤ML-210
- 卓上旋盤ML-360
- 卓上ベンチレースSBL-15
- 卓上ベンチレースSBL-15Ⅱ
- 卓上フライス盤MM250-S3
- 卓上小型NC簡易旋盤 NC-310
- 卓上小型CNC旋盤NC-310S
- 卓上ボール盤MD-1 標準型
- 卓上ボール盤MD-1 回転数ハイスピード型
- スチロールカッターHCM-S PLUS
- スチロールカッターHCM-2S